# 奧默 (密歇根州)
奧默（英語：Omer）是一個位於美國密歇根州阿勒納克縣的城市。

## 人口
根據2020年美國人口普查的數據，奧默的面積為3.00平方千米，當中陸地面積為2.93平方千米，而水域面積為0.07平方千米。當地共有人口274人，而人口密度為每平方千米91人。